# Maying, Shanxi
Maying är en sockenhuvudort i Kina. Den ligger i provinsen Shanxi, i den norra delen av landet, omkring 210 kilometer norr om provinshuvudstaden Taiyuan. Antalet invånare är 10 437. Befolkningen består av 4 525 kvinnor och 5 912 män. Barn under 15 år utgör 15,0 %, vuxna 15-64 år 77 %, och äldre över 65 år 6,0 %.
Runt Maying är det ganska tätbefolkat, med 139 invånare per kvadratkilometer. Närmaste större samhälle är Beizhouzhuang, 16,3 km sydost om Maying. Trakten runt Maying består i huvudsak av gräsmarker.
Genomsnittlig årsnederbörd är 632 millimeter. Den regnigaste månaden är juli, med i genomsnitt 177 mm nederbörd, och den torraste är december, med 3 mm nederbörd.